# お伽草紙 (太宰治)
『お伽草紙』（おとぎぞうし）は、太宰治の短編小説集。「瘤取り」「浦島さん」「カチカチ山」「舌切雀」の4編を収める。
昔話を自由な発想で翻案した作品。「前書き」、孤独なお爺さんの話とした「瘤取り」、幻想的な描写で幸せな結末にした「浦島さん」、自意識過剰な少女と醜い中年男の悲しい恋愛を描いた「カチカチ山」、嫉妬深い悪妻を持つ駄目な男が少女に恋心を抱く夢の話に仕立てた「舌切雀」の5部構成。苦悩の戦時下、芸術創作に没頭することで時代に抵抗を示した時期の作品の1つ。
1945年（昭和20年）10月25日、筑摩書房より刊行された。初版発行部数は7,500部、定価は3円30銭だった。

## 執筆の時期・背景
「前書き」や「瘤取り」の冒頭部分において、著者が防空壕で原稿を書いていることが描かれているが、実際に本書は各地で罹災しながら書き続けられ、同時に出版の作業も進められた。
1945年（昭和20年）3月5日頃、太宰は「竹青」 を脱稿。3月
6、7日頃から三鷹で「前書き」と「瘤取り」の執筆にかかる。同年3月10日、東京の市街地は大空襲を受ける（東京大空襲）。下谷区で罹災した小山清は三鷹の太宰の自宅に移る。「真赤に燃える東の空を望み見」 た太宰は妻子を甲府市の石原家（妻・美知子の実家）に疎開させることを決意し3月末に実行に移す。
4月2日未明、三鷹も空襲を受け、太宰も甲府に移住。「瘤取り」は5月7日頃までに脱稿。翌日、「浦島さん」の執筆開始。5月末か6月初め頃、「カチカチ山」の執筆開始。6月中旬から6月末にかけて「舌切雀」が書かれる。脱稿直後の7月7日未明、甲府市は焼夷弾攻撃を受け、石原家も全焼の憂き目に遭う。太宰は逃げ出す際、長女を背負いながら原稿を持ち出したという。戦火を免れた本書の原稿は、見舞いに駆けつけた小山清に託される。7月13日、原稿は小山によって無事筑摩書房に届けられる。焼け出された太宰一家は7月28日早朝、甲府を出発し、東京の上野経由で津軽に向かう。そして敗戦から2か月後の10月25日、『お伽草紙』は出版された。この初版本は長野県上伊那郡伊那町で印刷された。
初版刊行後、原稿の所在は長らく不明だったが、日本近代文学館が全編がそろった完全原稿を発見し、2019年4月6日から6月22日まで特別展「生誕110年 太宰治 創作の舞台裏」で一般公開された。原稿は400字詰め原稿用紙を半分に切った200字詰めで計387枚。前書きには「猿蟹合戦」の文字を消し「舌切雀」に書き換えた跡があり、また、「瘤取り」の原稿では「アメリカ鬼、イギリス鬼」だった表現が初版では「××××鬼、××××鬼」と伏せ字にされ、1946年（昭和21年）の再版では「殺人鬼、吸血鬼」と改められている。一方「前書き」と「瘤取り」は別の清書原稿を青森県近代文学館が所蔵しており、これは2019年公開の原稿をさらに浄書したとみられている。「瘤取り」は1945年3月に雑誌『現代』（講談社）に寄稿する予定があったとする関係者の証言がある。

## あらすじ

### 瘤取り
太宰治作の『お伽草紙』の「瘤取り」は、阿波国の設定で書かれている。主人公の翁は阿波踊りを披露して鬼の喝采を得、瘤を質にとられるが、酒好きで孤独な翁にとって「瘤」は可愛い孫のように愛しく孤独を慰める存在であった。逆に隣の翁は、地元の名士で、瘤を心底憎んでいた。ところが鬼の前で「是は阿波の鳴門に一夏（いちげ）を送る僧にて候。さても此浦は平家の一門果て給ひたる所なれば…」などと、その地の平家滅亡が主題の謡曲『通盛』を披露して閉口される。

### カチカチ山
太宰はウサギを十代後半の潔癖で純真（ゆえに冷酷）な美少女に置き換えている。対するタヌキは、そのウサギに恋をしているがゆえに、どんな目にあってもウサギに従い続ける愚鈍大食な中年男として書かれている。

## 備考
- 「瘤取り」の原稿は甲府から雑誌『現代』に送られたが、掲載はされなかった。
- 小山清によれば、カチカチ山の狸のモデルは田中英光だという（田中は、三鷹の空襲の際、太宰と小山と3人で防空壕へ避難している）。小山は太宰の死の半年後、次のように述べている。「狸のモデルは私だといふ説がありますが、これは嘘。田中君こそはあの圑々とした愛嬌者の眞の原型です。これは私が直接太宰さんから伺つたのですから、間違ひありません」[9]
- 当初の構想では「カチカチ山」の次に「桃太郎」が書かれる予定であった。「桃太郎」の執筆を放棄した理由が「舌切雀」の冒頭で縷々語られている[注 3]。
- 朗読カセット『太宰治作品集 全10巻――文芸カセット 日本近代文学シリーズ』（岩波書店、1988年6月6日）に「瘤取り」が収録されている。朗読は佐藤慶[11]。
- 「カチカチ山」はテレビ東京「月曜・女のサスペンス」にて「カチカチ山殺人事件」のタイトルでドラマ化された。時代は現代に設定され、少女は会社員などの改変がある。
- 小林信彦が「太宰のベストは中期の『お伽草紙』じゃないか」と言うと、大藪春彦は「そうだ、あれですよ」と同意した[12]。太宰文学を否定する三島由紀夫との対談でも大藪は「太宰治は、戦争中はやはりいい仕事したんですよ。ああいうところは認めてくださいよ」「『斜陽』なんかは吐き気がするけど、『かちかち山』（ママ）なんか、ぼく、いいみたいな感じがするんだ」と発言、これに対し三島は「だめ、認めない。誰が何といっても認めない。ぼくが太宰がきらいなのは、青年の欠点を甘やかすということがきらいなのよ」、「カチカチ山」については「作品としてはいいよ。もっといえば、太宰は才能のある、りっぱな作家ですよ。だけど、太宰という存在そのものは唾棄すべきもんですよ」と応じ、大藪を不満そうに沈黙させた[13]。